# کلی پکی
کلی پکی (انگلیسی: Clay Paky) یک شرکت تولیدکننده سیستم‌های نورپردازی تئاتر، تلویزیون، کنسرت، کلوب‌ها شبانه و فضای باز است.
این شرکت که در سال ۱۹۷۶ تأسیس شده هم‌اکنون زیرمجموعه شرکت اوسرام است و مقر آن در برگامو، ایتالیا قرار دارد.